# Coney Island (Misuri)
Coney Island es una villa ubicada en el condado de Stone en el estado estadounidense de Misuri. En el Censo de 2010 tenía una población de 75 habitantes y una densidad poblacional de 452,46 personas por km².

## Geografía
Coney Island se encuentra ubicada en las coordenadas 36°35′36″N 93°23′50″O / 36.59333, -93.39722. Según la Oficina del Censo de los Estados Unidos, Coney Island tiene una superficie total de 0.17 km², de la cual 0.17 km² corresponden a tierra firme y (0%) 0 km² es agua.

## Demografía
Según el censo de 2010, había 75 personas residiendo en Coney Island. La densidad de población era de 452,46 hab./km². De los 75 habitantes, Coney Island estaba compuesto por el 97.33% blancos, el 1.33% eran afroamericanos, el 1.33% eran amerindios, el 0% eran asiáticos, el 0% eran isleños del Pacífico, el 0% eran de otras razas y el 0% pertenecían a dos o más razas. Del total de la población el 0% eran hispanos o latinos de cualquier raza.